# Lista de deputados federais do Brasil da 46.ª legislatura
Esta é a lista de deputados federais do Brasil da 46.ª legislatura do Congresso Nacional. Inclui-se o nome civil dos parlamentares, o partido ao qual eram filiados na data da posse e a quantidade de votos que receberam para sua eleição, sua unidade federativa de origem, bem como outras informações. Esta legislatura da Câmara dos Deputados durou de 1.º de fevereiro de 1979 a 31 de janeiro de 1983.
O pleito ocorreu um mês após a vitória do General João Figueiredo para presidente da República em eleição indireta realizada pelo Colégio Eleitoral e aos vitoriosos coube aprovar a Lei da Anistia, o fim do bipartidarismo e as leis vigentes nas eleições de 1982.
Estavam em jogo 420 cadeiras, das quais o governo conquistou 231 e a oposição 189.

Na elaboração desta lista foram consultados os arquivos do Tribunal Superior Eleitoral e da Câmara dos Deputados. Suplentes efetivados ou convocados a exercer o mandato podem ser listados. 

## Composição das bancadas
| # | Partido | Líder             | Bancada   | Posição  |
| - | ------- | ----------------- | --------- | -------- |
|   | ARENA   | Flávio Marcílio   | 231 / 420 | Governo  |
|   | MDB     | Ulysses Guimarães | 189 / 420 | Oposição |

## Relação

### Acre
| Deputados federais eleitos | Partido | Votação | Cidade onde nasceu | Unidade federativa |
| Aluísio Bezerra            | MDB     | 7.069   | Cruzeiro do Sul    | Acre               |
| Amilcar de Queiroz         | ARENA   | 7.551   | Rio Branco         | Acre               |
| Geraldo Fleming            | MDB     | 6.190   | Campanha           | Minas Gerais       |
| Nabor Júnior               | MDB     | 7.761   | Tarauacá           | Acre               |
| Nosser Almeida             | ARENA   | 8.100   | Sena Madureira     | Acre               |
| Wildy Viana                | ARENA   | 6.647   | Brasileia          | Acre               |

### Alagoas
| Deputados federais eleitos | Partido | Votação | Cidade onde nasceu   | Unidade federativa |
| Albérico Cordeiro          | ARENA   | 18.047  | Pilar                | Alagoas            |
| Antônio Ferreira           | ARENA   | 18.983  | Desterro             | Paraíba            |
| Divaldo Suruagy            | ARENA   | 102.108 | São Luís do Quitunde | Alagoas            |
| Geraldo Bulhões            | ARENA   | 15.144  | Santana do Ipanema   | Alagoas            |
| José Costa                 | MDB     | 54.522  | Palmeira dos Índios  | Alagoas            |
| Mendonça Neto              | MDB     | 26.789  | Rio Novo             | Minas Gerais       |
| Murilo Mendes              | ARENA   | 14.751  | Maceió               | Alagoas            |

### Amapá
| Deputados federais eleitos | Partido | Votação | Cidade onde nasceu | Unidade federativa |
| Antônio Pontes             | MDB     | 7.446   | Amapá              | Amapá              |
| Paulo Guerra               | ARENA   | 8.176   | Macapá             | Amapá              |

### Amazonas
| Deputados federais eleitos | Partido | Votação | Cidade onde nasceu | Unidade federativa |
| Joel Ferreira              | MDB     | 13.541  | Manaus             | Amazonas           |
| José Fernandes             | ARENA   | 26.244  | Careiro            | Amazonas           |
| Josué de Souza             | ARENA   | 14.447  | Itajaí             | Santa Catarina     |
| Mário Frota                | MDB     | 26.602  | Granja             | Ceará              |
| Mário Haddad               | ARENA   | 14.256  | Manaus             | Amazonas           |
| Vivaldo Frota              | ARENA   | 19.842  | Boca do Acre       | Amazonas           |

### Bahia
| Deputados federais eleitos | Partido | Votação | Cidade onde nasceu     | Unidade federativa |
| Afrísio Vieira Lima        | ARENA   | 57.601  | Remanso                | Bahia              |
| Ângelo Magalhães           | ARENA   | 86.003  | Salvador               | Bahia              |
| Carlos Sant'Anna           | ARENA   | 67.591  | Salvador               | Bahia              |
| Djalma Bessa               | ARENA   | 35.740  | Xique-Xique            | Bahia              |
| Elquisson Soares           | MDB     | 28.244  | Anagé                  | Bahia              |
| Fernando Magalhães         | ARENA   | 41.006  | Conceição do Almeida   | Bahia              |
| Francisco Benjamin         | ARENA   | 27.656  | Aracaju                | Sergipe            |
| Francisco Pinto            | MDB     | 117.807 | Feira de Santana       | Bahia              |
| Henrique Brito             | ARENA   | 52.037  | São Gonçalo dos Campos | Bahia              |
| Hildérico Oliveira         | MDB     | 18.252  | Mundo Novo             | Bahia              |
| Honorato Viana             | ARENA   | 34.124  | Casa Nova              | Bahia              |
| Horácio Matos              | ARENA   | 40.753  | Lençóis                | Bahia              |
| João Alves                 | ARENA   | 33.790  | Maceió                 | Alagoas            |
| João Durval                | ARENA   | 66.446  | Feira de Santana       | Bahia              |
| Jorge Viana                | MDB     | 26.956  | Ilhéus                 | Bahia              |
| José Amorim                | ARENA   | 31.073  | Palmeira dos Índios    | Alagoas            |
| Leur Lomanto               | ARENA   | 51.580  | Jequié                 | Bahia              |
| Manoel Novaes              | ARENA   | 36.682  | Floresta               | Pernambuco         |
| Marcelo Cordeiro           | MDB     | 42.628  | Salvador               | Bahia              |
| Menandro Minahim           | ARENA   | 45.887  | Salvador               | Bahia              |
| Ney Ferreira               | MDB     | 29.920  | Salvador               | Bahia              |
| Odulfo Domingues           | ARENA   | 28.435  | Jacaraci               | Bahia              |
| Prisco Viana               | ARENA   | 61.599  | Caetité                | Bahia              |
| Raimundo Urbano            | MDB     | 31.632  | Salvador               | Bahia              |
| Rogério Rego               | ARENA   | 38.712  | Salvador               | Bahia              |
| Rômulo Galvão              | ARENA   | 29.619  | Campo Formoso          | Bahia              |
| Roque Aras                 | MDB     | 18.918  | Monte Santo            | Bahia              |
| Rui Bacelar                | ARENA   | 64.671  | Entre Rios             | Bahia              |
| Stoessel Dourado           | ARENA   | 31.216  | Paripiranga            | Bahia              |
| Teódulo Albuquerque        | ARENA   | 38.916  | Pilão Arcado           | Bahia              |
| Ubaldo Dantas              | ARENA   | 48.438  | Itabuna                | Bahia              |
| Wilson Falcão              | ARENA   | 27.020  | Feira de Santana       | Bahia              |

### Ceará
| Deputados federais eleitos | Partido | Votação | Cidade onde nasceu | Unidade federativa |
| Adauto Bezerra             | ARENA   | 117.282 | Juazeiro do Norte  | Ceará              |
| Antônio Moraes             | MDB     | 63.988  | Pereiro            | Ceará              |
| Cesário Barreto            | ARENA   | 40.046  | Sobral             | Ceará              |
| Claudino Sales             | ARENA   | 35.133  | Novo Oriente       | Ceará              |
| Cláudio Filomeno           | ARENA   | 53.825  | Fortaleza          | Ceará              |
| Evandro Ayres de Moura     | ARENA   | 55.482  | Piancó             | Paraíba            |
| Figueiredo Correia         | MDB     | 34.158  | Várzea Alegre      | Ceará              |
| Flávio Marcílio            | ARENA   | 57.006  | Picos              | Piauí              |
| Furtado Leite              | ARENA   | 56.439  | Santana do Cariri  | Ceará              |
| Gomes da Silva             | ARENA   | 44.911  | Uruburetama        | Ceará              |
| Haroldo Sanford            | ARENA   | 38.919  | Camocim            | Ceará              |
| Iranildo Pereira           | MDB     | 28.274  | Santana do Cariri  | Ceará              |
| Leorne Belém               | ARENA   | 53.316  | Quixeramobim       | Ceará              |
| Manoel Gonçalves           | MDB     | 40.870  | Assaré             | Ceará              |
| Marcelo Linhares           | ARENA   | 59.454  | Fortaleza          | Ceará              |
| Mauro Sampaio              | ARENA   | 50.476  | Fortaleza          | Ceará              |
| Ossian Araripe             | ARENA   | 57.628  | Crato              | Ceará              |
| Paes de Andrade            | MDB     | 56.234  | Mombaça            | Ceará              |
| Paulo Lustosa              | ARENA   | 57.352  | Sobral             | Ceará              |
| Paulo Studart              | ARENA   | 36.962  | Fortaleza          | Ceará              |

### Espírito Santo
| Deputados federais eleitos | Partido | Votação | Cidade onde nasceu      | Unidade federativa |
| Belmiro Teixeira           | ARENA   | 35.448  | Afonso Cláudio          | Espírito Santo     |
| Feu Rosa                   | ARENA   | 37.208  | Vitória                 | Espírito Santo     |
| Gerson Camata              | ARENA   | 39.637  | Castelo                 | Espírito Santo     |
| Luiz Batista               | MDB     | 39.399  | Ibiraçu                 | Espírito Santo     |
| Mário Moreira              | MDB     | 26.342  | Itapemirim              | Espírito Santo     |
| Max Mauro                  | MDB     | 54.012  | Vila Velha              | Espírito Santo     |
| Theodorico Ferraço         | ARENA   | 44.942  | Cachoeiro de Itapemirim | Espírito Santo     |
| Walter de Prá              | ARENA   | 23.542  | Cachoeiro de Itapemirim | Espírito Santo     |

### Goiás
| Deputados federais eleitos | Partido | Votação | Cidade onde nasceu | Unidade federativa |
| Ademar Santillo            | MDB     | 77.665  | Ribeirão Preto     | São Paulo          |
| Anísio de Sousa            | ARENA   | 51.669  | Pirenópolis        | Goiás              |
| Brasílio Caiado            | ARENA   | 55.249  | Goiás              | Goiás              |
| Fernando Cunha             | MDB     | 32.552  | Itumbiara          | Goiás              |
| Francisco de Castro        | ARENA   | 52.544  | Jaraguá            | Goiás              |
| Genésio de Barros          | ARENA   | 49.456  | Morrinhos          | Goiás              |
| Hélio Levy                 | ARENA   | 61.522  | Catalão            | Goiás              |
| Iram Saraiva               | MDB     | 34.186  | Goiânia            | Goiás              |
| Iturival Nascimento        | MDB     | 35.593  | Rio Verde          | Goiás              |
| Jamel Cecílio              | ARENA   | 58.215  | Anápolis           | Goiás              |
| José de Assis              | ARENA   | 58.270  | Mineiros           | Goiás              |
| José Freire                | MDB     | 36.771  | Arraias            | Tocantins          |
| Rezende Monteiro           | ARENA   | 43.110  | Caiapônia          | Goiás              |
| Paulo Borges               | MDB     | 35.318  | Rio Verde          | Goiás              |

### Maranhão
| Deputados federais eleitos | Partido | Votação | Cidade onde nasceu | Unidade federativa |
| Edison Lobão               | ARENA   | 56.236  | Mirador            | Maranhão           |
| Edson Vidigal              | ARENA   | 37.198  | Caxias             | Maranhão           |
| Epitácio Cafeteira         | MDB     | 39.740  | João Pessoa        | Paraíba            |
| Freitas Diniz              | MDB     | 25.014  | Araioses           | Maranhão           |
| João Alberto Souza         | ARENA   | 39.617  | Bacabal            | Maranhão           |
| José Ribamar Machado       | ARENA   | 29.794  | Buriti             | Maranhão           |
| Luís Rocha                 | ARENA   | 62.749  | Balsas             | Maranhão           |
| Magno Bacelar              | ARENA   | 44.179  | Coelho Neto        | Maranhão           |
| Nagib Haickel              | ARENA   | 36.313  | Pindaré-Mirim      | Maranhão           |
| Temístocles Teixeira       | ARENA   | 31.725  | Pastos Bons        | Maranhão           |
| Vieira da Silva            | ARENA   | 29.841  | São Luís           | Maranhão           |
| Vítor Trovão               | ARENA   | 56.318  | Axixá              | Maranhão           |

### Mato Grosso
| Deputados federais eleitos | Partido | Votação | Cidade onde nasceu    | Unidade federativa |
| Afro Stefanini             | ARENA   | 13.733  | Campo Grande          | Mato Grosso do Sul |
| Bento Lobo                 | ARENA   | 10.340  | Cuiabá                | Mato Grosso        |
| Carlos Bezerra             | MDB     | 14.932  | Chapada dos Guimarães | Mato Grosso        |
| Cristino Cortes            | ARENA   | 13.919  | Barra do Garças       | Mato Grosso        |
| Gilson de Barros           | MDB     | 19.109  | Cuiabá                | Mato Grosso        |
| Júlio Campos               | ARENA   | 39.814  | Várzea Grande         | Mato Grosso        |
| Louremberg Rocha           | ARENA   | 23.555  | Poxoréu               | Mato Grosso        |
| Milton Figueiredo          | ARENA   | 12.688  | Barão de Melgaço      | Mato Grosso        |

### Mato Grosso do Sul
| Deputados federais eleitos | Partido | Votação | Cidade onde nasceu | Unidade federativa |
| Antônio Carlos de Oliveira | MDB     | 39.772  | Campo Grande       | Mato Grosso do Sul |
| Leite Schimidt             | ARENA   | 33.944  | Aquidauana         | Mato Grosso do Sul |
| Levy Dias                  | ARENA   | 35.980  | Aquidauana         | Mato Grosso do Sul |
| Ruben Figueiró             | ARENA   | 37.319  | Rio Brilhante      | Mato Grosso do Sul |
| Ubaldo Barém               | ARENA   | 23.398  | Ponta Porã         | Mato Grosso do Sul |
| Walter de Castro           | MDB     | 21.385  | Maracaju           | Mato Grosso do Sul |

### Minas Gerais
| Deputados federais eleitos | Partido | Votação | Cidade onde nasceu      | Unidade federativa |
| Aécio Cunha                | ARENA   | 47.130  | Teófilo Otoni           | Minas Gerais       |
| Antônio Dias               | ARENA   | 66.783  | Montes Claros           | Minas Gerais       |
| Batista Miranda            | ARENA   | 40.192  | Lajinha                 | Minas Gerais       |
| Bento Gonçalves            | ARENA   | 40.884  | Matozinhos              | Minas Gerais       |
| Bias Fortes                | ARENA   | 70.629  | Barbacena               | Minas Gerais       |
| Bonifácio de Andrada       | ARENA   | 59.645  | Barbacena               | Minas Gerais       |
| Carlos Cotta               | MDB     | 57.088  | Dom Silvério            | Minas Gerais       |
| Carlos Eloy                | MDB     | 69.821  | Pompéu                  | Minas Gerais       |
| Castejon Branco            | ARENA   | 36.023  | Monte Santo de Minas    | Minas Gerais       |
| Christovam Chiaradia       | ARENA   | 57.420  | Córrego do Bom Jesus    | Minas Gerais       |
| Dario Tavares              | ARENA   | 35.768  | Córrego Danta           | Minas Gerais       |
| Delson Scarano             | ARENA   | 56.604  | São Tomás de Aquino     | Minas Gerais       |
| Edgar Amorim               | MDB     | 47.458  | Cláudio                 | Minas Gerais       |
| Fued Dib                   | MDB     | 39.012  | Ituiutaba               | Minas Gerais       |
| Genival Tourinho           | MDB     | 44.197  | Montes Claros           | Minas Gerais       |
| Gerardo Renault            | ARENA   | 67.154  | Belo Horizonte          | Minas Gerais       |
| Hélio Garcia               | ARENA   | 84.085  | Santo Antônio do Amparo | Minas Gerais       |
| Homero Santos              | ARENA   | 70.059  | Uberlândia              | Minas Gerais       |
| Humberto Souto             | ARENA   | 50.798  | Montes Claros           | Minas Gerais       |
| Ibrahim Abi-Ackel          | ARENA   | 54.653  | Manhumirim              | Minas Gerais       |
| Jairo Magalhães            | ARENA   | 65.403  | Serro                   | Minas Gerais       |
| João Herculino             | MDB     | 43.197  | Sete Lagoas             | Minas Gerais       |
| Jorge Ferraz               | MDB     | 51.959  | Belo Horizonte          | Minas Gerais       |
| Jorge Vargas               | ARENA   | 54.675  | Paracatu                | Minas Gerais       |
| José Machado               | ARENA   | 62.048  | Guanhães                | Minas Gerais       |
| Juarez Batista             | MDB     | 40.692  | Uberaba                 | Minas Gerais       |
| Júnia Marise               | MDB     | 92.668  | Belo Horizonte          | Minas Gerais       |
| Leopoldo Bessone           | MDB     | 32.901  | Belo Horizonte          | Minas Gerais       |
| Luiz Baccarini             | MDB     | 38.964  | São João del Rei        | Minas Gerais       |
| Luiz Leal                  | MDB     | 34.626  | Teófilo Otoni           | Minas Gerais       |
| Magalhães Pinto            | ARENA   | 139.137 | Santo Antônio do Monte  | Minas Gerais       |
| Maurício Campos            | ARENA   | 92.777  | Rio Pomba               | Minas Gerais       |
| Melo Freire                | ARENA   | 50.611  | Passos                  | Minas Gerais       |
| Navarro Vieira Filho       | ARENA   | 45.733  | Botelhos                | Minas Gerais       |
| Newton Cardoso             | MDB     | 134.943 | Brumado                 | Bahia              |
| Nogueira de Rezende        | ARENA   | 39.283  | Conselheiro Lafaiete    | Minas Gerais       |
| Paulino Cícero             | ARENA   | 55.593  | São Domingos do Prata   | Minas Gerais       |
| Pimenta da Veiga           | MDB     | 31.326  | Belo Horizonte          | Minas Gerais       |
| Raul Bernardo              | ARENA   | 42.839  | Belo Horizonte          | Minas Gerais       |
| Renato Azeredo             | MDB     | 61.082  | Sete Lagoas             | Minas Gerais       |
| Ronan Tito                 | MDB     | 71.444  | Pratinha                | Minas Gerais       |
| Rosemburgo Romano          | MDB     | 35.255  | Guidoval                | Minas Gerais       |
| Sérgio Ferrara             | MDB     | 52.957  | Belo Horizonte          | Minas Gerais       |
| Sílvio Abreu Júnior        | MDB     | 64.189  | Juiz de Fora            | Minas Gerais       |
| Tarcisio Delgado           | MDB     | 64.389  | Juiz de Fora            | Minas Gerais       |
| Telêmaco Pompei            | ARENA   | 44.705  | Muriaé                  | Minas Gerais       |
| Vicente Guabiroba          | ARENA   | 55.480  | Itamarandiba            | Minas Gerais       |

### Pará
| Deputados federais eleitos | Partido | Votação | Cidade onde nasceu | Unidade federativa |
| Antônio Amaral             | ARENA   | 28.017  | Belém              | Pará               |
| Brabo de Carvalho          | ARENA   | 26.260  | Muaná              | Pará               |
| Jader Barbalho             | MDB     | 78.730  | Belém              | Pará               |
| João Menezes               | MDB     | 17.774  | Belém              | Pará               |
| Jorge Arbage               | ARENA   | 23.204  | Belém              | Pará               |
| Lúcia Viveiros             | MDB     | 48.826  | Belém              | Pará               |
| Manoel Ribeiro             | ARENA   | 27.144  | Belém              | Pará               |
| Nélio Lobato               | MDB     | 17.323  | Belém              | Pará               |
| Osvaldo Melo               | ARENA   | 54.087  | Belém              | Pará               |
| Sebastião Andrade          | ARENA   | 30.532  | Belém              | Pará               |

### Paraíba
| Deputados federais eleitos | Partido | Votação | Cidade onde nasceu | Unidade federativa  |
| Ademar Pereira             | ARENA   | 35.521  | Pombal             | Paraíba             |
| Álvaro Gaudêncio           | ARENA   | 39.923  | São João do Cariri | Paraíba             |
| Antônio Gomes              | ARENA   | 32.885  | Umbuzeiro          | Paraíba             |
| Antônio Mariz              | ARENA   | 77.274  | João Pessoa        | Paraíba             |
| Arnaldo Lafayette          | MDB     | 31.865  | Monteiro           | Paraíba             |
| Carneiro Arnaud            | MDB     | 42.556  | Pombal             | Paraíba             |
| Ernani Sátiro              | ARENA   | 28.959  | Patos              | Paraíba             |
| Joacil Pereira             | ARENA   | 50.164  | Caicó              | Rio Grande do Norte |
| Marcondes Gadelha          | MDB     | 59.046  | Sousa              | Paraíba             |
| Otacílio Queiroz           | MDB     | 34.891  | Patos              | Paraíba             |
| Wilson Braga               | ARENA   | 84.168  | Conceição          | Paraíba             |

### Paraná
| Deputados federais eleitos | Partido | Votação | Cidade onde nasceu       | Unidade federativa |
| Adolfo Franco Júnior       | ARENA   | 44.092  | Curitiba                 | Paraná             |
| Adriano Valente            | ARENA   | 25.181  | São Paulo                | São Paulo          |
| Alípio de Carvalho         | ARENA   | 44.880  | Carolina                 | Maranhão           |
| Álvaro Dias                | MDB     | 127.903 | Quatá                    | São Paulo          |
| Amadeu Geara               | MDB     | 22.195  | Curitiba                 | Paraná             |
| Antônio Annibelli          | MDB     | 31.813  | Clevelândia              | Paraná             |
| Antônio Mazurek            | ARENA   | 25.639  | Londrina                 | Paraná             |
| Antônio Ueno               | ARENA   | 40.011  | Cambará                  | Paraná             |
| Arnaldo Busato             | ARENA   | 118.818 | Jaú                      | São Paulo          |
| Ary Kffuri                 | ARENA   | 40.209  | Irati                    | Paraná             |
| Borges da Silveira         | ARENA   | 31.677  | Lapa                     | Paraná             |
| Braga Ramos                | ARENA   | 38.762  | Teixeira Soares          | Paraná             |
| Ernesto Dall'Oglio         | MDB     | 31.583  | Veranópolis              | Rio Grande do Sul  |
| Euclides Scalco            | MDB     | 33.625  | Nova Prata               | Rio Grande do Sul  |
| Heitor Furtado             | MDB     | 32.896  | Paranavaí                | Paraná             |
| Hélio Duque                | MDB     | 41.166  | Andaraí                  | Bahia              |
| Hermes Macedo              | ARENA   | 26.255  | Rio Pardo                | Rio Grande do Sul  |
| Igo Losso                  | ARENA   | 30.857  | Irati                    | Paraná             |
| Ítalo Conti                | ARENA   | 52.998  | Mallet                   | Paraná             |
| Lúcio Cioni                | ARENA   | 26.390  | Sabará                   | Minas Gerais       |
| Maurício Fruet             | MDB     | 40.221  | Curitiba                 | Paraná             |
| Nivaldo Krüger             | MDB     | 40.221  | Canoinhas                | Santa Catarina     |
| Norton Macedo              | ARENA   | 87.262  | Curitiba                 | Paraná             |
| Olivir Gabardo             | MDB     | 21.637  | União da Vitória         | Paraná             |
| Osvaldo Macedo             | MDB     | 50.101  | Sertanópolis             | Paraná             |
| Paulo Marques              | MDB     | 43.007  | Florianópolis            | Santa Catarina     |
| Paulo Pimentel             | ARENA   | 128.267 | Avaré                    | São Paulo          |
| Pedro Sampaio              | ARENA   | 46.791  | Tomazina                 | Paraná             |
| Reinhold Stephanes         | ARENA   | 88.501  | Porto União              | Santa Catarina     |
| Roberto Galvani            | ARENA   | 35.242  | Curitiba                 | Paraná             |
| Sebastião Rodrigues Júnior | MDB     | 29.631  | Juiz de Fora             | Minas Gerais       |
| Walber Guimarães           | MDB     | 21.497  | Colinas                  | Maranhão           |
| Valdmir Belinati           | MDB     | 44.613  | Cornélio Procópio        | Paraná             |
| Vilela de Magalhães        | ARENA   | 38.154  | Santo Antônio da Platina | Paraná             |

### Pernambuco
| Deputados federais eleitos | Partido | Votação | Cidade onde nasceu | Unidade federativa |
| Airon Rios                 | ARENA   | 39.548  | Recife             | Pernambuco         |
| Augusto Lucena             | ARENA   | 31.182  | Guarabira          | Paraíba            |
| Carlos Wilson              | ARENA   | 37.163  | Recife             | Pernambuco         |
| Cristina Tavares           | MDB     | 22.519  | Garanhuns          | Pernambuco         |
| Fernando Coelho            | MDB     | 52.054  | Campina Grande     | Paraíba            |
| Fernando Lyra              | MDB     | 64.368  | Recife             | Pernambuco         |
| Geraldo Guedes             | ARENA   | 33.835  | Caruaru            | Pernambuco         |
| Gonzaga Vasconcelos        | ARENA   | 33.764  | Surubim            | Pernambuco         |
| Inocêncio Oliveira         | ARENA   | 46.515  | Serra Talhada      | Pernambuco         |
| João Carlos de Carli       | ARENA   | 31.423  | Rio de Janeiro     | Rio de Janeiro     |
| Joaquim Coutinho           | ARENA   | 32.650  | Nazaré da Mata     | Pernambuco         |
| Joaquim Guerra             | ARENA   | 39.405  | Recife             | Pernambuco         |
| José Carlos Vasconcelos    | MDB     | 23.752  | Recife             | Pernambuco         |
| Josias Leite               | ARENA   | 34.540  | São José do Egito  | Pernambuco         |
| Marcus Cunha               | MDB     | 33.099  | Bezerros           | Pernambuco         |
| Nilson Gibson              | ARENA   | 43.123  | Recife             | Pernambuco         |
| Osvaldo Coelho             | ARENA   | 46.544  | Juazeiro           | Bahia              |
| Pedro Corrêa               | ARENA   | 40.598  | Rio de Janeiro     | Rio de Janeiro     |
| Ricardo Fiuza              | ARENA   | 37.255  | Fortaleza          | Ceará              |
| Roberto Freire             | MDB     | 47.024  | Recife             | Pernambuco         |
| Sérgio Murilo              | MDB     | 51.925  | Carpina            | Pernambuco         |
| Thales Ramalho             | MDB     | 51.925  | João Pessoa        | Paraíba            |

### Piauí
| Deputados federais eleitos | Partido | Votação | Cidade onde nasceu | Unidade federativa |
| Adalberto Correia Lima     | ARENA   | 40.125  | Tauá               | Ceará              |
| Carlos Augusto Oliveira    | ARENA   | 35.077  | José de Freitas    | Piauí              |
| Hugo Napoleão              | ARENA   | 52.763  | Portland           | Oregon             |
| Joel Ribeiro               | ARENA   | 40.270  | Guadalupe          | Piauí              |
| Ludgero Raulino            | ARENA   | 48.248  | Altos              | Piauí              |
| Milton Brandão             | ARENA   | 40.518  | Pedro II           | Piauí              |
| Paulo Ferraz               | ARENA   | 56.108  | Teresina           | Piauí              |
| Pinheiro Machado           | ARENA   | 43.761  | Parnaíba           | Piauí              |

### Rio de Janeiro
| Deputados federais eleitos | Partido | Votação | Cidade onde nasceu       | Unidade federativa |
| Alair Ferreira             | ARENA   | 40.934  | Sacramento               | Minas Gerais       |
| Alcir Pimenta              | MDB     | 28.751  | Rio de Janeiro           | Rio de Janeiro     |
| Álvaro Valle               | ARENA   | 89.561  | Rio de Janeiro           | Rio de Janeiro     |
| Amâncio Azevedo            | MDB     | 27.404  | Rio de Janeiro           | Rio de Janeiro     |
| Benjamin Farah             | MDB     | 26.662  | Corumbá                  | Mato Grosso do Sul |
| Célio Borja                | ARENA   | 79.243  | Rio de Janeiro           | Rio de Janeiro     |
| Celso Peçanha              | MDB     | 51.995  | Campos dos Goytacazes    | Rio de Janeiro     |
| Daniel Silva               | MDB     | 45.691  | Rio de Janeiro           | Rio de Janeiro     |
| Darcílio Ayres             | ARENA   | 53.887  | Nova Iguaçu              | Rio de Janeiro     |
| Daso Coimbra               | ARENA   | 37.934  | Rio de Janeiro           | Rio de Janeiro     |
| Délio dos Santos           | MDB     | 25.472  | Rio de Janeiro           | Rio de Janeiro     |
| Edson Khair                | MDB     | 66.617  | Rio de Janeiro           | Rio de Janeiro     |
| Erasmo Martins Pedro       | MDB     | 92.595  | Rio de Janeiro           | Rio de Janeiro     |
| Felipe Pena                | MDB     | 20.968  | Belo Horizonte           | Minas Gerais       |
| Florim Coutinho            | MDB     | 27.584  | Rio de Janeiro           | Rio de Janeiro     |
| Hydekel de Freitas         | ARENA   | 59.842  | Duque de Caxias          | Rio de Janeiro     |
| J. G. de Araújo Jorge      | MDB     | 30.539  | Tarauacá                 | Acre               |
| Joel Lima                  | MDB     | 45.331  | Manhumirim               | Minas Gerais       |
| Joel Vivas                 | MDB     | 45.531  | Magé                     | Rio de Janeiro     |
| Jorge Cury                 | MDB     | 37.437  | Niterói                  | Rio de Janeiro     |
| Jorge Gama                 | MDB     | 38.347  | Rio de Janeiro           | Rio de Janeiro     |
| José Frejat                | MDB     | 33.034  | Cururupu                 | Maranhão           |
| José Maria de Carvalho     | MDB     | 28.967  | Rio de Janeiro           | Rio de Janeiro     |
| José Maurício              | MDB     | 29.876  | Campos dos Goytacazes    | Rio de Janeiro     |
| José Torres                | MDB     | 35.013  | Itaboraí                 | Rio de Janeiro     |
| Lázaro de Carvalho         | MDB     | 34.272  | São Sebastião do Paraíso | Minas Gerais       |
| Léo Simões                 | MDB     | 57.114  | Santos Dumont            | Minas Gerais       |
| Leônidas Sampaio           | MDB     | 28.533  | Petrópolis               | Rio de Janeiro     |
| Lígia Bastos               | ARENA   | 32.545  | Rio de Janeiro           | Rio de Janeiro     |
| Mac Dowell de Castro       | MDB     | 27.534  | Rio de Janeiro           | Rio de Janeiro     |
| Marcelo Cerqueira          | MDB     | 45.160  | Rio de Janeiro           | Rio de Janeiro     |
| Marcelo Medeiros           | MDB     | 98.680  | Juiz de Fora             | Minas Gerais       |
| Márcio Macedo              | MDB     | 40.671  | Três Rios                | Rio de Janeiro     |
| Miro Teixeira              | MDB     | 536.661 | Rio de Janeiro           | Rio de Janeiro     |
| Modesto da Silveira        | MDB     | 73.680  | Uberlândia               | Minas Gerais       |
| Osmar Leitão               | ARENA   | 32.335  | São Gonçalo              | Rio de Janeiro     |
| Osvaldo Lima               | MDB     | 44.213  | Rio de Janeiro           | Rio de Janeiro     |
| Paulo Rattes               | MDB     | 31.693  | Petrópolis               | Rio de Janeiro     |
| Paulo Torres               | ARENA   | 35.366  | Petrópolis               | Rio de Janeiro     |
| Pedro Faria                | MDB     | 22.525  | Rio de Janeiro           | Rio de Janeiro     |
| Peixoto Filho              | MDB     | 35.625  | Rio de Janeiro           | Rio de Janeiro     |
| Rubem Dourado              | MDB     | 28.539  | Irecê                    | Bahia              |
| Rubem Medina               | MDB     | 74.787  | Rio de Janeiro           | Rio de Janeiro     |
| Saramago Pinheiro          | ARENA   | 33.349  | Niterói                  | Rio de Janeiro     |
| Simão Sessim               | ARENA   | 57.040  | Rio de Janeiro           | Rio de Janeiro     |
| Walter da Silva            | MDB     | 38.736  | Campos dos Goytacazes    | Rio de Janeiro     |

### Rio Grande do Norte
| Deputados federais eleitos | Partido | Votação | Cidade onde nasceu | Unidade federativa  |
| Antônio Florêncio          | ARENA   | 36.899  | Pau dos Ferros     | Rio Grande do Norte |
| Carlos Alberto             | MDB     | 54.457  | Natal              | Rio Grande do Norte |
| Djalma Marinho             | ARENA   | 32.172  | Nova Cruz          | Rio Grande do Norte |
| Henrique Eduardo Alves     | MDB     | 67.203  | Rio de Janeiro     | Rio de Janeiro      |
| João Faustino              | ARENA   | 74.517  | Recife             | Pernambuco          |
| Pedro Lucena               | MDB     | 18.862  | Pirpirituba        | Paraíba             |
| Vingt Rosado               | ARENA   | 44.743  | Mossoró            | Rio Grande do Norte |
| Wanderley Mariz            | ARENA   | 54.413  | Caicó              | Rio Grande do Norte |

### Rio Grande do Sul
| Deputados federais eleitos | Partido | Votação | Cidade onde nasceu   | Unidade federativa |
| Alberto Hoffmann           | ARENA   | 46.885  | Ijuí                 | Rio Grande do Sul  |
| Alcebíades de Oliveira     | ARENA   | 32.501  | Santo Ângelo         | Rio Grande do Sul  |
| Alceu Collares             | MDB     | 112.640 | Bagé                 | Rio Grande do Sul  |
| Aldo Fagundes              | MDB     | 36.171  | Alegrete             | Rio Grande do Sul  |
| Alexandre Machado          | ARENA   | 58.392  | Arroio Grande        | Rio Grande do Sul  |
| Aluizio Paraguassu         | MDB     | 48.314  | Porto Alegre         | Rio Grande do Sul  |
| Augusto Trein              | ARENA   | 49.175  | Passo Fundo          | Rio Grande do Sul  |
| Cardoso Fregapani          | MDB     | 44.599  | Taquari              | Rio Grande do Sul  |
| Carlos Chiarelli           | ARENA   | 80.319  | Pelotas              | Rio Grande do Sul  |
| Carlos Santos              | MDB     | 34.006  | Rio Grande           | Rio Grande do Sul  |
| Cláudio Strassburger       | ARENA   | 105.543 | Porto Alegre         | Rio Grande do Sul  |
| Darcy Pozza                | ARENA   | 36.625  | Bento Gonçalves      | Rio Grande do Sul  |
| Eloar Guazzelli            | MDB     | 39.901  | Vacaria              | Rio Grande do Sul  |
| Eloy Lenzi                 | MDB     | 35.951  | Lagoa Vermelha       | Rio Grande do Sul  |
| Emídio Perondi             | ARENA   | 29.592  | Tupanciretã          | Rio Grande do Sul  |
| Fernando Gonçalves         | ARENA   | 70.968  | Palmeira das Missões | Rio Grande do Sul  |
| Getúlio Dias               | MDB     | 62.819  | Pelotas              | Rio Grande do Sul  |
| Hugo Mardini               | ARENA   | 43.105  | Porto Alegre         | Rio Grande do Sul  |
| Jair Soares                | ARENA   | 97.438  | Porto Alegre         | Rio Grande do Sul  |
| Jairo Brum                 | MDB     | 57.604  | Guaporé              | Rio Grande do Sul  |
| João Gilberto              | MDB     | 53.414  | Quaraí               | Rio Grande do Sul  |
| Jorge Uequed               | MDB     | 51.173  | Rio Grande           | Rio Grande do Sul  |
| Júlio Costamilan           | MDB     | 57.895  | Caxias do Sul        | Rio Grande do Sul  |
| Lauro Rodrigues            | MDB     | 45.672  | General Câmara       | Rio Grande do Sul  |
| Lidovino Fanton            | MDB     | 50.061  | Farroupilha          | Rio Grande do Sul  |
| Magnus Guimarães           | MDB     | 52.330  | Santo Ângelo         | Rio Grande do Sul  |
| Nelson Marchezan           | ARENA   | 99.973  | Santa Maria          | Rio Grande do Sul  |
| Odacir Klein               | MDB     | 51.514  | Getúlio Vargas       | Rio Grande do Sul  |
| Pedro Germano              | ARENA   | 62.945  | Cachoeira do Sul     | Rio Grande do Sul  |
| Rosa Flores                | MDB     | 59.723  | Montenegro           | Rio Grande do Sul  |
| Victor Faccioni            | ARENA   | 70.223  | Caxias do Sul        | Rio Grande do Sul  |
| Waldir Walter              | MDB     | 58.264  | Santa Maria          | Rio Grande do Sul  |

### Rondônia
| Deputados federais eleitos | Partido | Votação | Cidade onde nasceu | Unidade federativa |
| Isaac Newton               | ARENA   | 14.573  | Cruzeiro do Sul    | Acre               |
| Jerônimo Santana           | MDB     | 26.737  | Jataí              | Goiás              |

### Roraima
| Deputados federais eleitos | Partido | Votação | Cidade onde nasceu | Unidade federativa |
| Hélio Campos               | ARENA   | 8.200   | Rio de Janeiro     | Rio de Janeiro     |
| Júlio Martins              | ARENA   | 4.388   | Boa Vista          | Roraima            |

### Santa Catarina
| Deputados federais eleitos | Partido | Votação | Cidade onde nasceu       | Unidade federativa |
| Ademar Ghisi               | ARENA   | 63.291  | Tubarão                  | Santa Catarina     |
| Arnaldo Schmitt Júnior     | ARENA   | 65.118  | Itajaí                   | Santa Catarina     |
| Artenir Werner             | ARENA   | 39.635  | Rio do Sul               | Santa Catarina     |
| Ernesto de Marco           | MDB     | 35.888  | Bento Gonçalves          | Rio Grande do Sul  |
| Esperidião Amin            | ARENA   | 72.380  | Florianópolis            | Santa Catarina     |
| Evaldo Amaral              | ARENA   | 42.641  | Lages                    | Santa Catarina     |
| Francisco Libardoni        | MDB     | 39.779  | Caxias do Sul            | Rio Grande do Sul  |
| João Linhares              | ARENA   | 58.930  | Campos Novos             | Santa Catarina     |
| Juarez Furtado             | MDB     | 38.898  | Lages                    | Santa Catarina     |
| Luís Cechinel              | MDB     | 37.330  | Urussanga                | Santa Catarina     |
| Mendes de Melo             | MDB     | 36.581  | Santo Antônio da Platina | Paraná             |
| Nelson Morro               | ARENA   | 52.170  | Indaial                  | Santa Catarina     |
| Nereu Guidi                | ARENA   | 45.279  | Criciúma                 | Santa Catarina     |
| Pedro Ivo Campos           | MDB     | 64.070  | Florianópolis            | Santa Catarina     |
| Victor Fontana             | ARENA   | 63.470  | Santa Maria              | Rio Grande do Sul  |
| Walmor de Luca             | MDB     | 45.013  | Criciúma                 | Santa Catarina     |

### São Paulo
| Deputados federais eleitos | Partido | Votação | Cidade onde nasceu | Unidade federativa |
| Adalberto Camargo          | MDB     | 33.332  | Araraquara         | São Paulo          |
| Ademar de Barros Filho     | ARENA   | 191.880 | São Paulo          | São Paulo          |
| Airton Sandoval            | MDB     | 36.458  | Itirapuã           | São Paulo          |
| Airton Soares              | MDB     | 64.818  | Pirajuí            | São Paulo          |
| Alberto Goldman            | MDB     | 101.863 | São Paulo          | São Paulo          |
| Alcides Franciscato        | ARENA   | 88.614  | Piracicaba         | São Paulo          |
| Antônio Morimoto           | ARENA   | 37.431  | Promissão          | São Paulo          |
| Antônio Russo              | MDB     | 64.969  | São Caetano do Sul | São Paulo          |
| Antônio Zacarias           | MDB     | 59.682  | Passos             | Minas Gerais       |
| Athiê Jorge Coury          | MDB     | 87.226  | Itu                | São Paulo          |
| Audálio Dantas             | MDB     | 58.602  | Tanque d'Arca      | Alagoas            |
| Aurélio Peres              | MDB     | 47.073  | Bilac              | São Paulo          |
| Baldacci Filho             | ARENA   | 158.972 | Caçapava           | São Paulo          |
| Benedito Marcílio          | MDB     | 41.279  | Serra Negra        | São Paulo          |
| Bezerra de Melo            | ARENA   | 91.078  | Crateús            | Ceará              |
| Caio Pompeu de Toledo      | ARENA   | 105.436 | São Paulo          | São Paulo          |
| Cantídio Sampaio           | ARENA   | 38.020  | São Paulo          | São Paulo          |
| Cardoso de Almeida         | ARENA   | 44.580  | São Paulo          | São Paulo          |
| Carlos Nelson              | MDB     | 77.717  | Mogi Guaçu         | São Paulo          |
| Cunha Bueno                | ARENA   | 139.019 | São Paulo          | São Paulo          |
| Del Bosco Amaral           | MDB     | 53.616  | Santos             | São Paulo          |
| Diogo Nomura               | ARENA   | 48.586  | Registro           | São Paulo          |
| Erasmo Dias                | ARENA   | 152.972 | Paraguaçu Paulista | São Paulo          |
| Flávio Chaves              | MDB     | 36.545  | Casa Branca        | São Paulo          |
| Francisco Leão             | MDB     | 48.763  | Arceburgo          | Minas Gerais       |
| Francisco Rossi            | ARENA   | 51.853  | Caçapava           | São Paulo          |
| Freitas Nobre              | MDB     | 42.667  | Fortaleza          | Ceará              |
| Gióia Júnior               | ARENA   | 59.132  | Campinas           | São Paulo          |
| Herbert Levy               | ARENA   | 44.932  | São Paulo          | São Paulo          |
| Horácio Ortiz              | MDB     | 52.724  | Redenção da Serra  | São Paulo          |
| Israel Dias Novaes         | MDB     | 54.707  | Avaré              | São Paulo          |
| Jairo Maltoni              | MDB     | 34.806  | Ribeirão Preto     | São Paulo          |
| João Arruda                | MDB     | 42.381  | São Paulo          | São Paulo          |
| João Cunha                 | MDB     | 70.282  | Ribeirão Preto     | São Paulo          |
| Jorge Paulo Nogueira       | MDB     | 134.241 | São Paulo          | São Paulo          |
| José Camargo               | MDB     | 80.085  | São Roque          | São Paulo          |
| José Coimbra               | MDB     | 39.639  | Coxim              | Mato Grosso do Sul |
| Maluly Neto                | ARENA   | 69.140  | Fartura            | São Paulo          |
| Mário Hato                 | MDB     | 88.288  | Vera Cruz          | São Paulo          |
| Natal Gale                 | MDB     | 86.860  | Orlândia           | São Paulo          |
| Otacílio de Almeida        | MDB     | 55.489  | Tietê              | São Paulo          |
| Otávio Torrecilla          | MDB     | 34.094  | Gália              | São Paulo          |
| Pacheco Chaves             | MDB     | 41.715  | São Paulo          | São Paulo          |
| Ralph Biasi                | MDB     | 79.699  | Americana          | São Paulo          |
| Roberto Cardoso Alves      | MDB     | 90.884  | Aparecida          | São Paulo          |
| Roberto de Carvalho        | MDB     | 33.904  | Barretos           | São Paulo          |
| Ruy Codo                   | MDB     | 42.596  | Santa Gertrudes    | São Paulo          |
| Rui Silva                  | ARENA   | 88.151  | Palmital           | São Paulo          |
| Salvador Julianelli        | ARENA   | 44.389  | São Paulo          | São Paulo          |
| Samir Achôa                | MDB     | 239.492 | Vera Cruz          | São Paulo          |
| Santilli Sobrinho          | MDB     | 44.179  | Mineiros do Tietê  | São Paulo          |
| Sílvio Lopes               | ARENA   | 40.635  | Santos             | São Paulo          |
| Tidei de Lima              | MDB     | 35.588  | Dois Córregos      | São Paulo          |
| Ulysses Guimarães          | MDB     | 151.105 | Itirapina          | São Paulo          |
| Walter Garcia              | MDB     | 78.747  | Santo André        | São Paulo          |

### Sergipe
| Deputados federais eleitos | Partido | Votação | Cidade onde nasceu | Unidade federativa |
| Antônio Carlos Valadares   | ARENA   | 31.530  | Simão Dias         | Sergipe            |
| Celso Carvalho             | ARENA   | 26.010  | Simão Dias         | Sergipe            |
| Francisco Rollemberg       | ARENA   | 29.399  | Laranjeiras        | Sergipe            |
| Jackson Barreto            | MDB     | 24.076  | Santa Rosa de Lima | Sergipe            |
| Raimundo Diniz             | ARENA   | 28.129  | Aracaju            | Sergipe            |
| Tertuliano Azevedo         | MDB     | 16.772  | Neópolis           | Sergipe            |